# Torozmel
Torozmel vagy Thorozmely (szlovákul Torozlín), Nyitra vármegyei helység, majd prédium volt a középkorban. Ma Komját része, 1982 óta természetvédelmi terület. Innen eredhetett a fiágon kihalt Thorozmel-család.

## Története

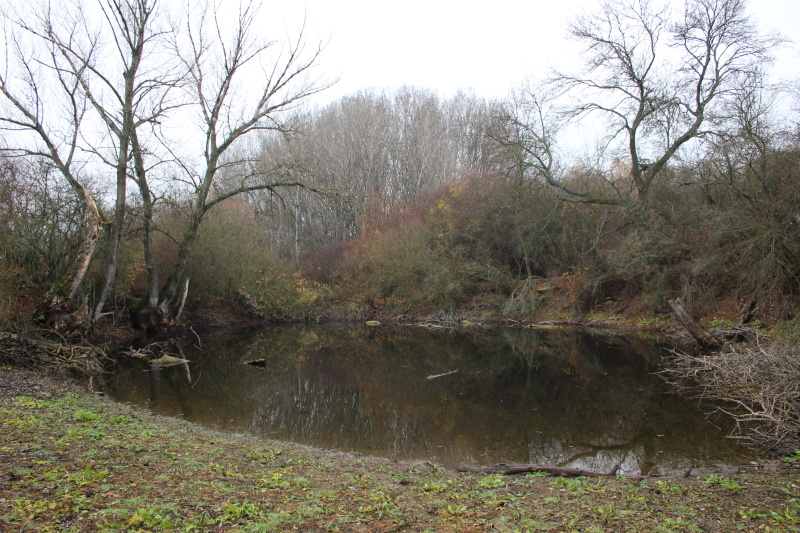
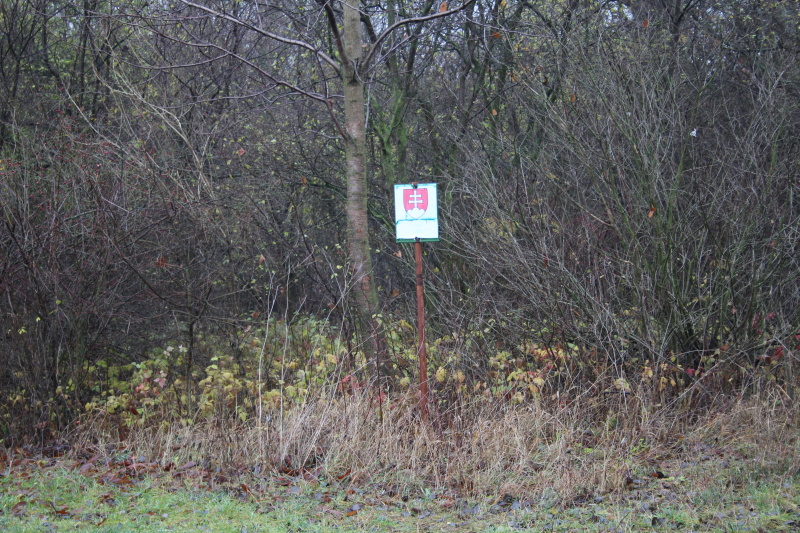
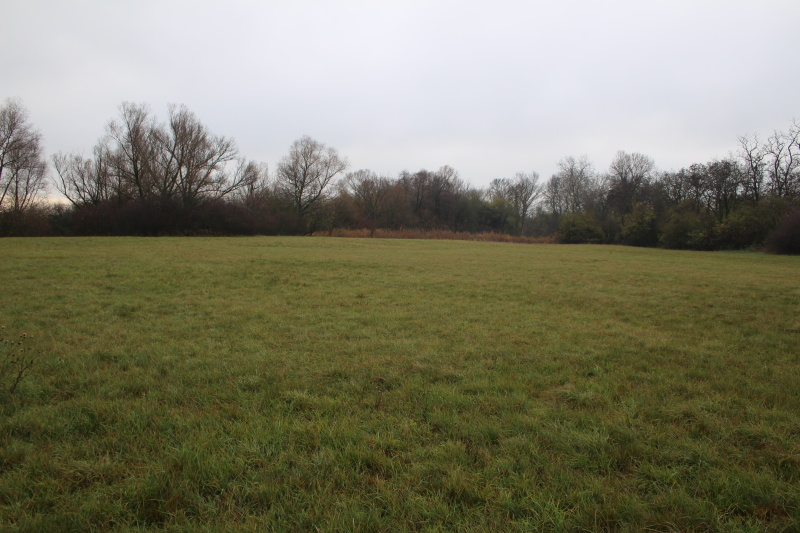
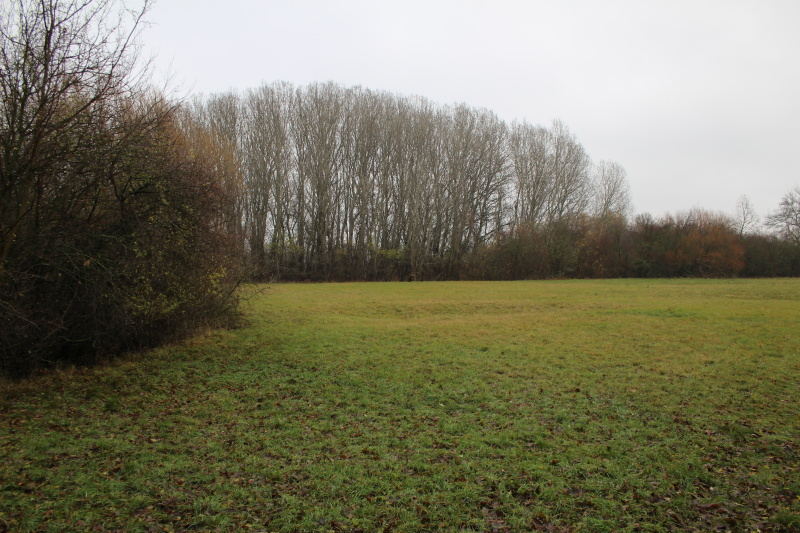
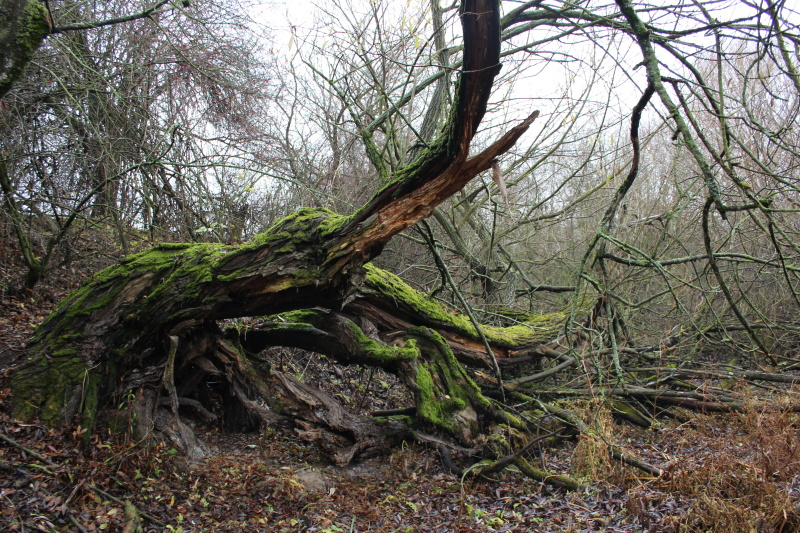

1113-ban a 2. zobori oklevélben insula Trusmer alakban (?) maradt fenn első említése, mely szerint a Nyitra-mentében feküdt e birtok.
1274-ben Truzmer, 1304-ben Torozmel, 1361-ben Trozmel alakban említik. 1367-ben Turuzmul-i Petheu leányainak, Erzsébetnek (Gyos-i Holich Mihály özvegye) és Katalinnak (Gyurch-i Ablanch felesége) kérésére bevallotta nekik és gyermekeiknek, hogy amikor leányát, Ilonát feleségül adta fogadott fiához, Holich-i Mihályhoz átengedte nekik Turuzmil birtokból az őt megillető részt, melynek visszaszerzésére az említett Mihály 32 nehéz márka (10 pensas) összeget fordított.
1411-ben Thorozmel felébe a nyitrai káptalan az Emőkei családból származó lánytestvéreket iktatnak be. 1416-ban Demetrius de Thorozmel-t, majd 1417-ben ismét őt említik. 1424-ben Emőkei Miklós thorozmeli jobbágyát megverték és egyéb hatalmaskodásokat tettek Forgách Miklós özvegyének familiárisai. 1426-ban Demetrius de Thorozmel-t, mint szolgabírót említik. 1431-ben Rechen-i Dénes fia János, saját és családtagjai nevében 50 forintért elzálogosítja torozmeli egynegyed birtokrészüket puszta malomhellyel a Nyitra folyón Torozmel-i Demeter özvegyének és családtagjainak. 1450-ben Diósy Lőrinc fia János pereskedett Rátonyi Mátyással és Ethey Jánossal, amiért azok az ő torozméli egész birtokrészét elfoglalták. 1465-ben pedig Thorozmel-i Demeter leányát, Suran-i Miklós özvegyét említik. 1479-ben Thorozmel poss. említik, 1480-ban Komyathy possessióban lakos jobbágyaikat a panaszosok Nyitra megyei Thorozmel possessiójára küldték. 1481-ben Anasztázia, Swran-i László özvegye a maga és Ryochen-i János fia András nevében eltiltja Mátyás királyt Thorozmel, Czygel, Eghazasrechen, Naghsaagh possessiokon, Deghfelde prediumon levő birtokrészek, Naghsaagh possessio promontóriumán levő két régi szőlőben levő részek eladományozásától.
1501-ben Rechen-i János fia András anyját és leánytestvérét a Nyitra megyei Rechen, Saagh, Czygeel, Thorozmel possessiókban lévő birtokrészekből kifizette. A középkor végén az esztergomi káptalan számadásaiban is szerepel. 1525-ben Kapolnazewlews-i Mátyás felesége Anna asszony (Thorozmel-i Miklós lányának Zsófiának lánya) örök áron eladta Thorozmely András Thorozmely praediumban lévő prediális részét gímesi Forgách Zsigmondnak, Lászlónak és Sebestyénnek 40 magyar arany forintért. 1526-ban Saag-i István Thorozmel nevű birtokát 16 magyar forintért elzálogosította gymesi Forgách Miklósnak és Zsigmondnak.
Egykor előfordult itt a mocsári teknős.

### Thorozmel-család
A Thorozmel-család levéltára beolvadt a Réchény családéba, majd végül az a Metternich-Sándor család levéltárába került, mely 1937-ben kerülhetett a Magyar Országos Levéltárba. A fennmaradt középkori iratok többsége a Forgách család levéltárából származik és az ő birtokügyeiket érinti.